# Bilal (muzikant)
Bilal Sayeed Oliver, beter bekend onder zijn artiestennaam Bilal, is een Amerikaanse soul, jazz en hiphop-zanger, geboren in Philadelphia. Hij is lid van de groep Soulquarians en heeft samengewerkt met Common, Jill Scott, Guru, Jermaine Dupri, Beyoncé, Pharrell Williams, Erykah Badu, Zap Mama en vele anderen.

## Biografie
De ouders van Bilal hebben verschillende geloven: zijn moeder is een gedreven christen en zijn vader is een orthodoxe moslim. Nadat Bilal aan de Mannes Music Conservatory in New York heeft gestudeerd kan hij opera zingen in zeven verschillende talen, jazz zingen en big band-arrangementen schrijven.
Bilal is ontdekt bij een kapper door de broers Fa en Damu Mtume, de eigenaren van Moyo Entertainment. Nadat de broers zijn demo hebben beluisterd mag Bilal concerten geven in Philadelphia en later in Brooklyn. Daardoor is zijn muziek ontdekt door Erykah Badu en stelt ze hem voor aan Guru. Guru vraagt Bilal om mee te werken aan de cd “Jazzmatazz Street Soul”. Deze cd wordt een grote hit zoals alle Jazzmatazz-cd's. Op deze manier kan Bilal zijn eerste solo-cd uitbrengen met de naam “1st Born Second” in 2001. De cd wordt geproduceerd door onder anderen Dr. Dre en Raphael Saadiq. Het wordt geen groot succes, hoewel Bilal gelijk geadoreerd wordt door vele fans tijdens de concerten die hij geeft naar aanleiding van de cd. Tevens krijgt hij diep respect van vele muziekcollega's die hem graag uitnodigen om mee te werken aan hun cd.
De tweede cd, “Love For Sale”, maakte hij een aantal jaren later. Deze bevat vooral liedjes die hij zelf heeft geschreven en geproduceerd. Doordat de cd uitlekt via internet en de fans niet te spreken zijn over het resultaat wordt de releasedatum uitgesteld. Later blijkt dat de cd helemaal niet meer wordt uitgegeven via het normale distributiesysteem en is alleen te downloaden; daardoor wordt de cd een undergroundklassieker. Ook nu blijven de fans hem trouw doordat hij blijft toeren.
“Air Tight’s Revenge” is de derde cd van Bilal als solozanger en wordt op 14 september 2010 uitgebracht. Wederom is de releasedatum uitgesteld, maar dit keer komt het door de nevenprojecten waar hij aan meewerkt. De cd is ditmaal mede geproduceerd door Steve McKie en Nottz, 88-keys, Shafiq Husayn of Sa-Ra en Tone Whitefield werken ook mee aan de cd.

## Trivia
- In de zomer van 2010 heeft Bilal lesgegeven in zang en performance aan jongeren uit negen verschillende landen in Rotterdam. Zij waren uitgenodigd tijdens de Roots & Routes International Summerscool.

## Discografie

### Albums
| Jaar | Album                 |
| ---- | --------------------- |
| 2001 | ”1st Born Second”     |
| 2006 | "Love for Sale"       |
| 2010 | "Air Tight's Revenge" |

- Bibliothèque nationale de France: cb14038503p (data)
- Gemeinsame Normdatei: 135234301
- International Standard Name Identifier: 0000 0000 7250 9165
- Library of Congress Control Number: no2001070309
- MusicBrainz: 260097c7-d628-4a3f-966f-956ea430c0d8
- Virtual International Authority File: 53804619